# Oszai járás (Permi határterület)

Az Oszai járás a Permi határterületen

Az Oszai járás (oroszul Осинский район) Oroszország egyik járása a Permi határterületen. Székhelye Osza.

## Népesség
- 1989-ben 35 267 lakosa volt.
- 2002-ben 33 666 lakosa volt, melynek 90,1%-a orosz, 6%-a baskír és tatár nemzetiségű.
- 2010-ben 29 513 lakosa volt, melyből 26 716 orosz, 987 baskír, 525 tatár, 136 ukrán stb.